# Стальнівці
Стальні́вці — село в Україні, у Мамалигівській сільській громаді Дністровського району Чернівецької області.

## Географія
Село розташоване за 65 кілометрів від Чернівців. Найближча залізнична станція Мамалига розташована за 5 кілометрів від села.

## Історія
Вперше село Стальнівці згадується в документах 1432 року. 
За даними на 1859 рік у власницькому селі, центрі Сталінештьської волості Хотинського повіту Бессарабської губернії, мешкало 838 осіб (421 чоловічої статі та 417 — жіночої), налічувалось 155 дворових господарств, існувала православна церква.
Станом на 1886 рік у власницькому селі мешкало 1062 особи, налічувалось 215 дворових господарств, існували православна церква, школа, поштова станція. За 7 верст — православна церква.
Жителі Стальнівців брали активну участь у Хотинському повстанні (1919 р.) проти румунської окупації. Керівником загону повсталих у селі був Х. С. Руснак.
З 24 серпня 1991 року село входить до складу незалежної України.

## Населення
У селі проживає 2104 чоловік, з яких 98 відсотків молдавани, решта — українці. румуни, білоруси, поляки. Населення із кожним роком зменшується через низьку народжуваність, та високу смертність серед старшого покоління, а також через відтік молодшого покоління, яке активно виїжджяє із села. 

### Мова
Розподіл населення за рідною мовою за даними перепису 2001 року:
| Мова       | Кількість | Відсоток |
| ---------- | --------- | -------- |
| румунська  | 1996      | 94.87%   |
| українська | 92        | 4.37%    |
| російська  | 16        | 0.76%    |
| Усього     | 2104      | 100%     |

## Інфраструктура
У селі функціонують: середня школа, будинок культури, бібліотека, дільнична лікарня, п'ять торгових точок, кафе, відділення зв'язку, філіал Ощадбанку, комплексний приймальний пункт, стадіон на 1560 місць.

## Відомі люди
Село пишається своїми вихідцями. Серед них: 
- С. І. Григоришин — кандидат історичних наук
- Г. Я. Жерновий — кандидат філологічних наук
- М. І. Барбакар — кандидат хімічних наук
- Брати М. А. і П. А. Балани — кандидати медичних наук.

## Пам'ятка природи
За 1,5 км на південний захід від села розташована геологічна пам'ятка природи загальнодержавного значення — печера Буковинка.